# 그린하우스 작전
그린하우스 작전(영어: Operation Greenhouse)은 미국의 다섯 번째 핵실험 시리즈로, 1951년에 수행된 두 번째 실험이자 열핵무기(수소폭탄) 개발의 원리를 시험한 첫 번째 실험이다. 새로운 태평양 실험장, 에네웨타크 환초의 섬에서 수행되었으며, 공중 폭발을 모의하기 위해 장치를 거대한 철탑에 장착했다. 이 핵무기 실험 시리즈는 레인저 작전에 이어 진행되었고 버스터-쟁글 작전이 뒤를 이었다.
그린하우스 작전은 핵무기를 위한 새롭고 공격적인 설계를 선보였다. 주된 아이디어는 핵무기에 필요한 핵분열 물질의 양을 줄이고 크기, 무게를 줄이는 동시에 파괴력을 증가시키는 것이었다. 소련의 첫 핵실험이 1년 반 전(1949년 8월 29일)에 있었기 때문에, 미국은 실제로 검증되기 전에 새로운 설계를 비축하기 시작했다. 따라서 열핵무기 개발이 계속되기 위해서는 그린하우스 작전의 성공이 필수적이었다.
핵무기 효과를 시험하기 위해 벙커, 주택, 공장을 포함한 여러 목표 건물들이 무진카리쿠 섬에 건설되었다.

## 조지

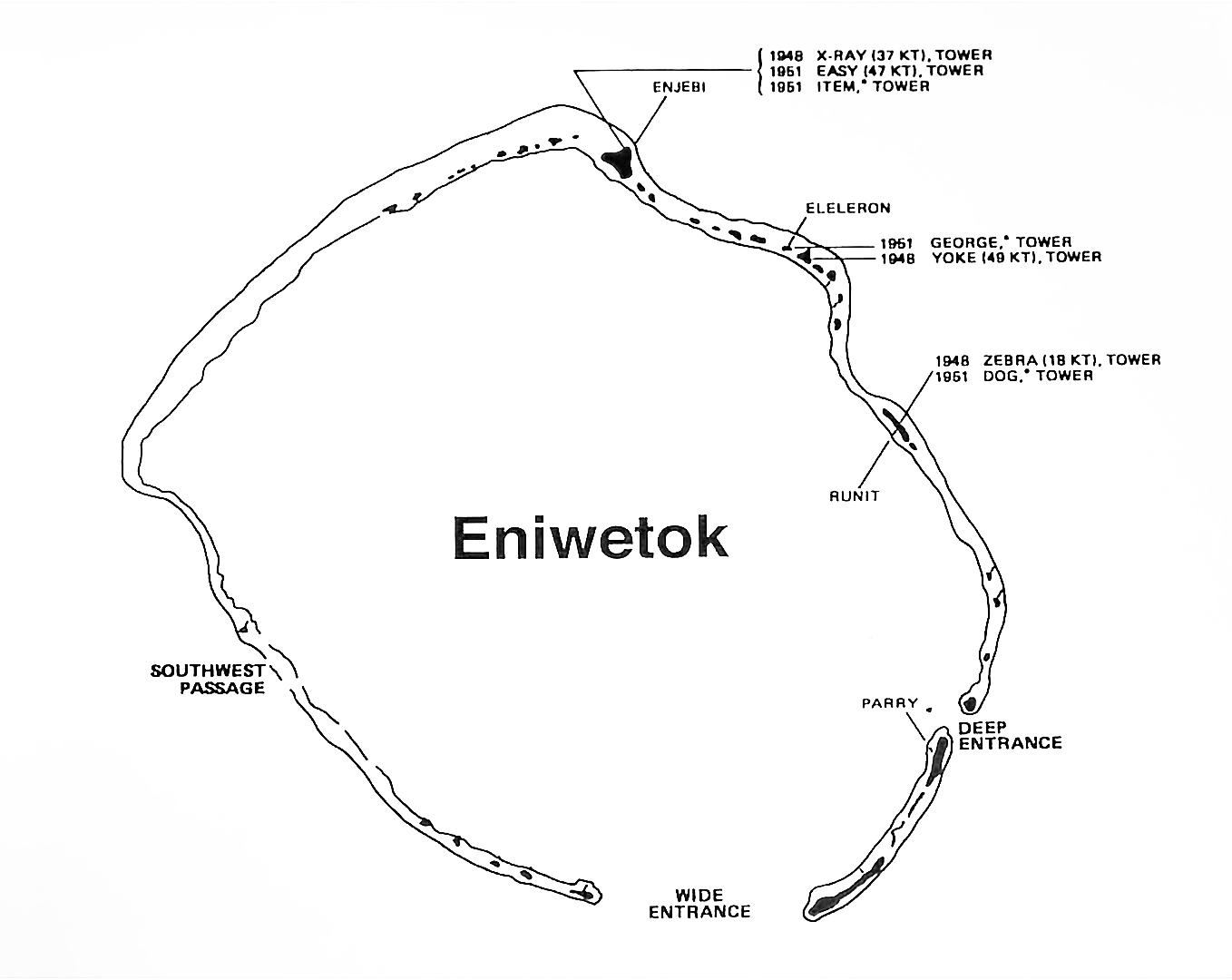
에네웨타크 환초, 모든 그린하우스 작전 핵실험 위치와 관련. 이전 샌드스톤 작전의 폭발 위치도 포함됨.

1951년 5월 8일 수행된 조지 폭발은 세계 최초의 열핵 연소였다. 실린더 장치는 열핵 반응을 탐사하기 위해 설계되었다. 이는 최근 이론화된 텔러-울람 설계의 핵심인 방사선 내부폭발 원리를 시험한 것이었다. 그 폭발력의 대부분은 핵분열에서 파생되었다. 이 실험에서의 열핵융합으로 인한 에너지 출력은 이에 비해 미미했다.
핵분열 구성 요소는 긴 고농축 우라늄 고리의 독특한 원통형 내부폭발이었다. 이것은 소량의 삼중수소를 포함한 극저온 액체 중수소를 담고 있는 산화 베릴륨 챔버를 둘러싸고 있었다. 당시 삼중수소는 여전히 희귀했지만, 중수소-중수소 융합보다 약 100배 더 가능성이 높은 중수소-삼중수소 핵융합이 DD 반응의 수를 증가시키기를 바랐다. 산화 베릴륨 챔버와 융합 연료는 핵분열 반응의 X선 방사선에 의해 내부폭발되었으며, 이는 융합 플라즈마가 삼켜지기 전에 관찰할 수 있도록 했다.
캘리포니아 대학교 방사선 연구소는 융합 반응 측정을 위한 과학자들을 제공했다. 동시 핵분열 폭발로부터 융합 방사선을 분리하기 위한 복잡한 장비가 개발되었다. 진공 파이프는 융합 X선을 폭발탑 바닥으로 운반했으며, 여기서 K-edge 필터는 광학 측정을 위해 형광을 발했다. 차폐되지 않은 사진건판은 고에너지 핵융합 중성자에 노출되었고, 그것들이 유제와 충돌하여 특징적인 "양성자 흔적"을 생성했다.
조지 설계는 고전적인 슈퍼 원형으로, 클라우스 푸흐스와 존 폰 노이만이 1946년에 특허를 받은 이진 트리거링 장치를 기반으로 했다. 그 성공은 텔러-울람 설계의 역사에 필수적인 역할을 했다.
조지 실험은 버섯 구름 꼭대기 근처에 완벽한 "종" 형태의 응축운을 형성했다.
조지 실험은 다음 해인 1952년 11월 1일 에네웨타크 환초에서 수행된 첫 번째 완전 규모 열핵폭탄 실험인 아이비 마이크에 사용될 원리들을 입증했다.

## 아이템
1951년 5월 25일에 수행된 아이템은 핵융합 증폭 원리의 첫 번째 실험이었으며, 비슷한 비증폭 무기의 일반적인 위력을 거의 두 배로 늘렸다. 이 실험에서 중수소-삼중수소(D-T) 가스가 핵분열 폭탄의 고농축 우라늄 핵에 주입되었다. 핵분열 폭탄의 극심한 열은 D-T 가스 내에서 열핵융합 반응을 일으켰다. 조지의 위력은 융합 중성자에 의해 크게 증폭되었지만, 아이템은 구형 내부폭발의 중심에 소량의 DT 가스 혼합물을 시험했으며, 이는 결국 핵무기 무기고의 표준이 되었다.

## 도그 사진
도그 폭발은 실제 폭발 자체보다 그것을 관람하는 사람들을 찍은 사진으로 더 잘 알려져 있다. 이 사진은 안전 고글을 착용한 다수의 VIP가 애디론댁 의자에 앉아 폭발 섬광에 의해 비춰지는 모습을 담고 있다. 이 사진은 피터 쿠란의 1995년 다큐멘터리 영화 트리니티와 그 너머의 영화 포스터 하단 부분을 차지한다. 사진 속에서 실험을 관람하는 모든 사람들이 착용한 안전 고글은 일종의 박물관 소장품이 되었으며, 한 고글의 명찰에는 핵물리학자 노먼 F. 램지가 참석했을 수도 있음을 시사한다. 신시아 밀러는 그녀의 아버지인 반 다인이 사진에서 왼쪽에 있는 첫 번째 남자라고 주장한다. 폭풍파는 패리 섬에서 관찰된 초기 무음의 폭발 섬광으로부터 약 45초 후에 VIP들의 위치에 안전하게 도달했다.

## 갤러리

그린하우스-조지, 225킬로톤.
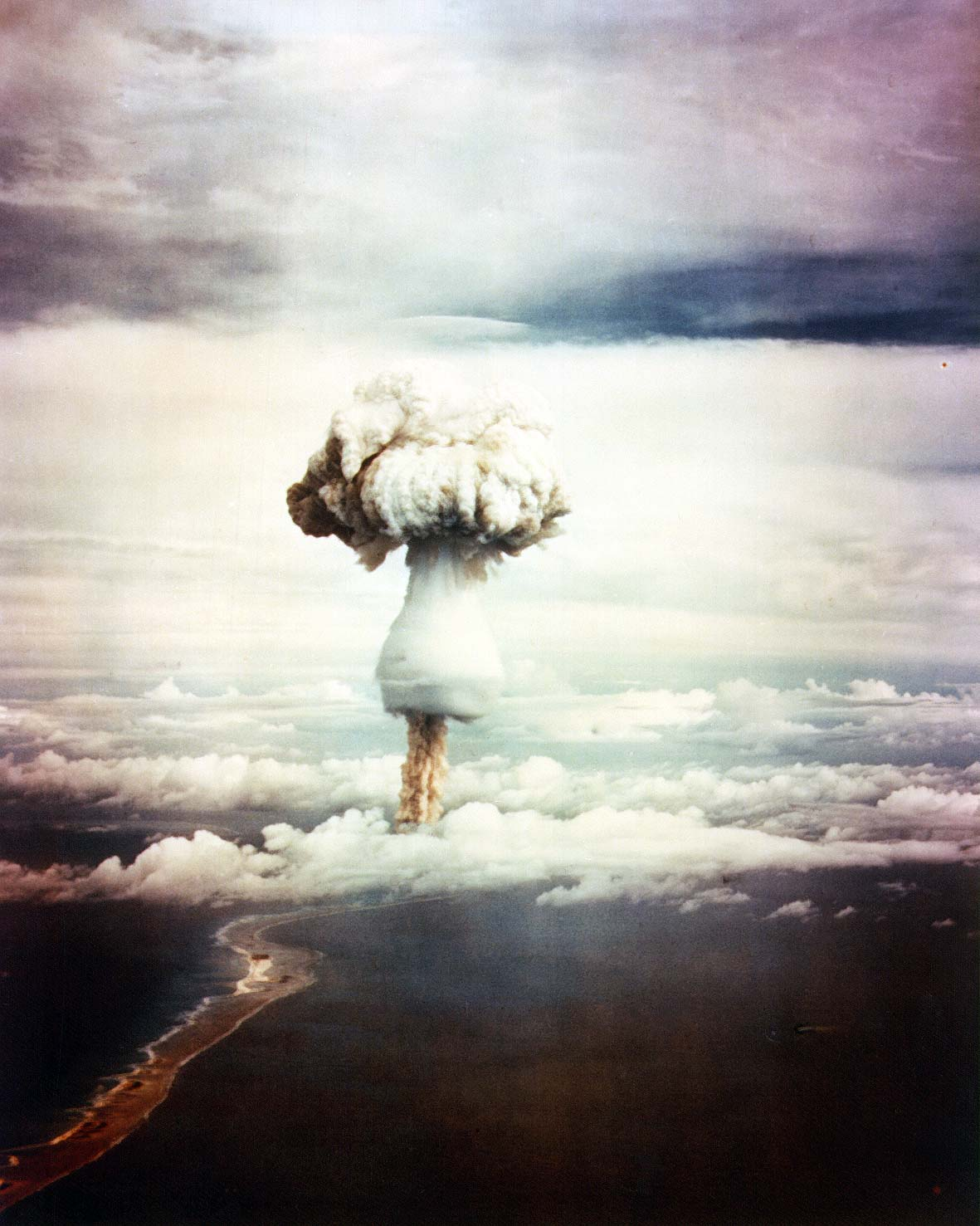
조지 버섯 구름.
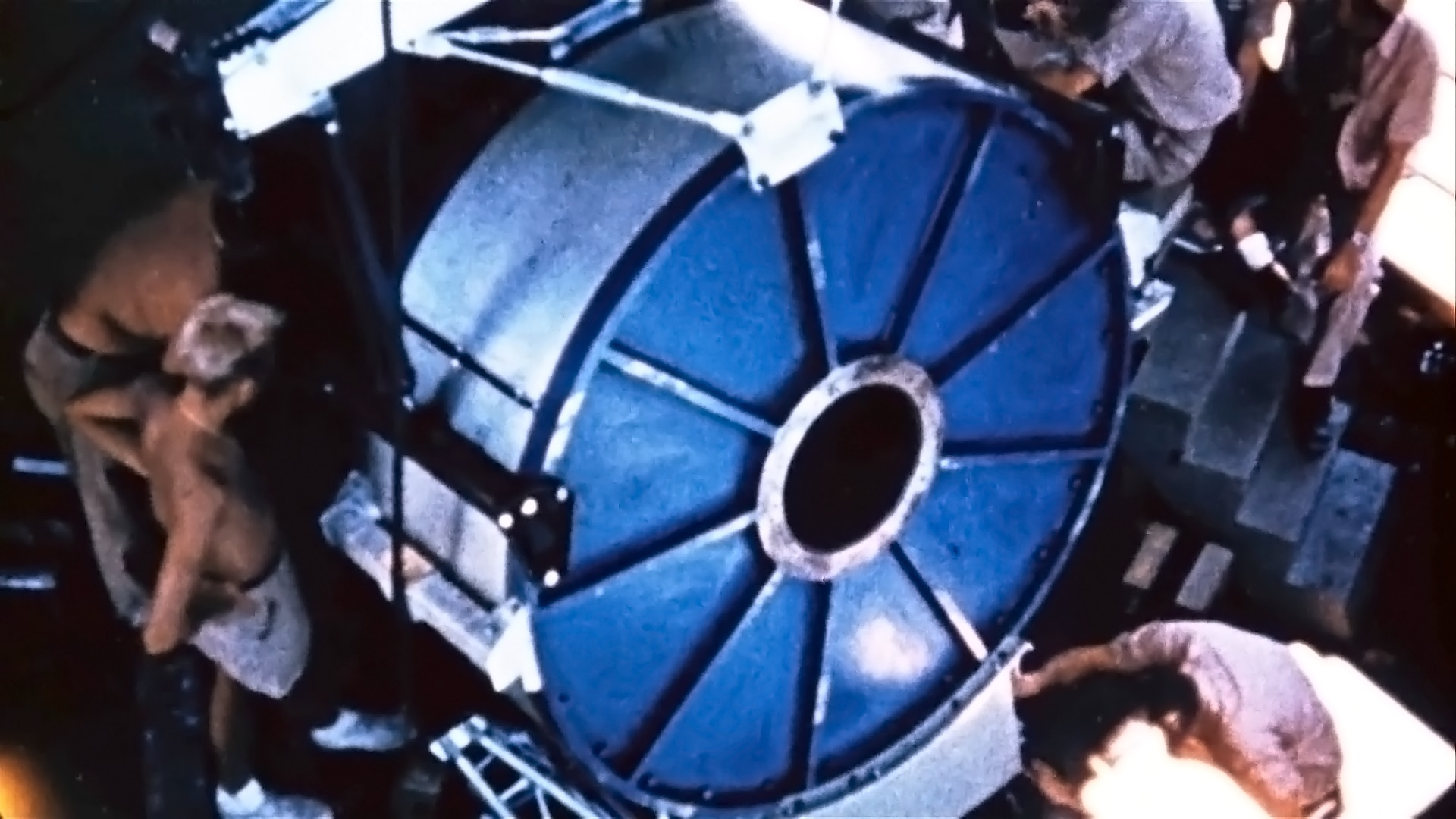
조지 장치가 폭발탑에 장착되는 모습.
그린하우스-이지, 47킬로톤.
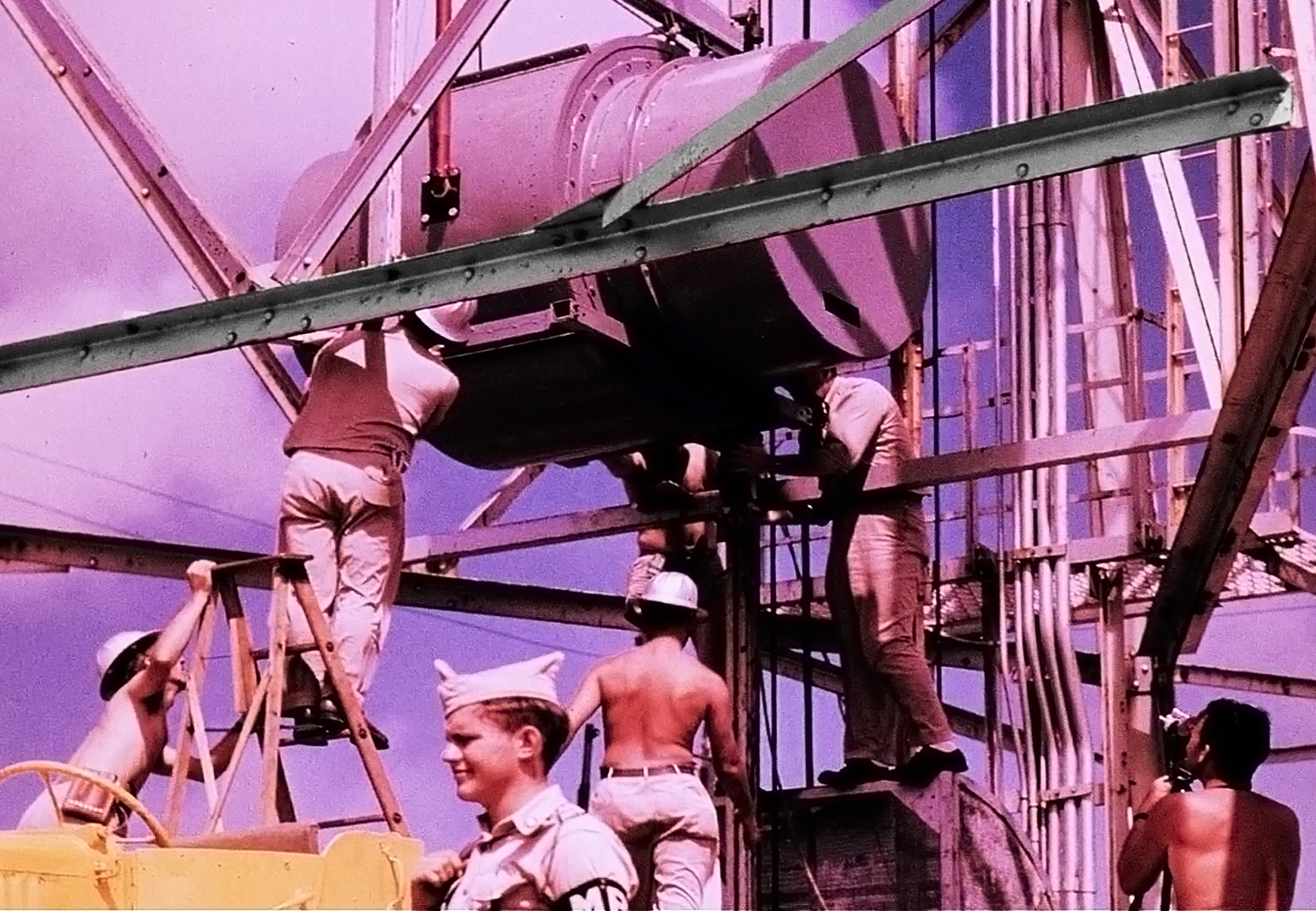
아이템 장치가 폭발탑 쪽으로 들어올려지는 모습.
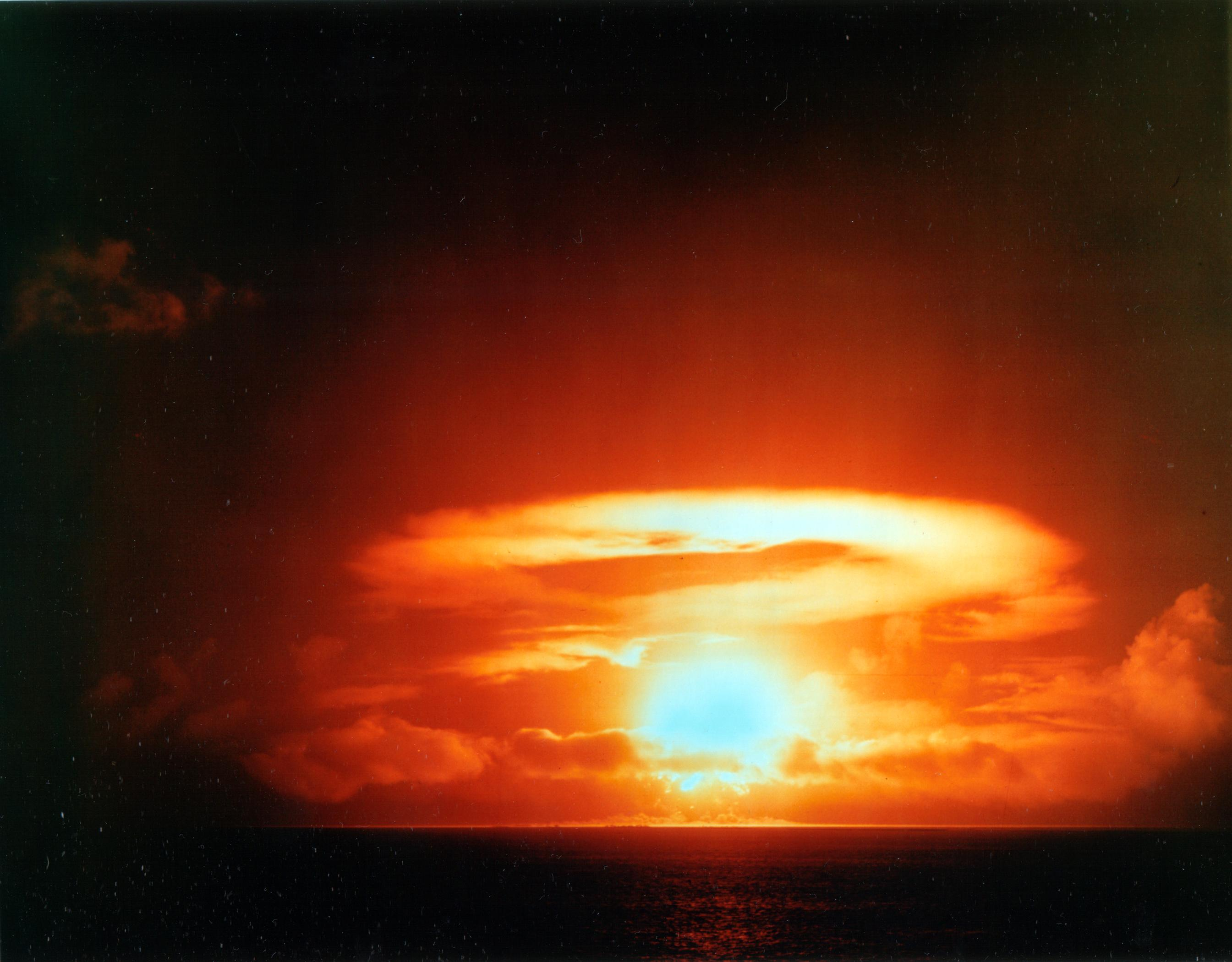
아이템 폭발과 버섯 구름.

## 목록
| 이름   | 날짜 시간 (UT)             | 현지 시간대  | 위치                                                                                                 | 표고 (높이) + 높이              | 운반, 목적               | 장치     | 위력    | 낙진 | 참조                              | 참고 |
| ------ | -------------------------- | ------------ | --- | ------------------------------- | ------------------------ | -------- | ------- | ---- | --------------------------------- | --- |
| Dog    | 1951년 4월 7일 17:33:57.8  | MHT (11 hrs) | 루닛 (이본), 에네웨타크 환초 북위 11° 33′ 08″ 동경 162° 20′ 47″ / 북위 11.55234° 동경 162.34648°     | 2 m (6 ft 7 in) + 91 m (299 ft) | tower, 무기 개발         | Mk-6D    | 81 kt   |      | [ 9 ] [ 10 ] [ 11 ] [ 12 ] [ 13 ] | 마크 6, 60점 폭축의 성능 시험. 핸슨은 "루닛 북쪽 끝"이라고 언급. |
| Easy   | 1951년 4월 20일 17:27:00.1 | MHT (11 hrs) | 엔제비 (재닛), 에네웨타크 환초 북위 11° 39′ 56″ 동경 162° 14′ 02″ / 북위 11.66543° 동경 162.23379°   | 2 m (6 ft 7 in) + 91 m (299 ft) | tower, 무기 개발 및 효과 | TX-5D    | 47 kt   |      | [ 9 ] [ 10 ] [ 11 ] [ 12 ] [ 13 ] | 마크 5, 92점 렌즈 폭축 시스템의 성능 시험. 아이비 마이크의 주 구성 요소로 사용됨. 모의 건물 (주택, 벙커, 공장)이 엔제비와 무진카리쿠 섬에 조립됨. 핸슨: "엔제비 서쪽 끝".   |
| 조지   | 1951년 5월 8일 20:30:00.7  | MHT (11 hrs) | 에비리루 (루비), 에네웨타크 환초 북위 11° 37′ 37″ 동경 162° 17′ 47″ / 북위 11.62703° 동경 162.29626° | 2 m (6 ft 7 in) + 62 m (203 ft) | tower, 무기 개발         | "실린더" | 225 kt  |      | [ 9 ] [ 10 ] [ 11 ] [ 12 ] [ 13 ] | 첫 열핵 연소, 방사선 내부폭발 원리의 첫 시험. HEU의 독특한 원통형 내부폭발. 극저온 중수소와 소량의 삼중수소를 포함한 중앙 실린더가 점화됨. 위력의 대부분은 핵분열에서 나옴. |
| 아이템 | 1951년 5월 24일 17:16:59.3 | MHT (11 hrs) | 엔제비 (재닛), 에네웨타크 환초 북위 11° 39′ 58″ 동경 162° 14′ 33″ / 북위 11.66604° 동경 162.24254°   | 2 m (6 ft 7 in) + 62 m (203 ft) | tower, 무기 개발         | "부스터" | 45.5 kt |      | [ 9 ] [ 10 ] [ 12 ] [ 13 ]        | 표준 증폭의 첫 시험. DT 가스 혼합물이 HEU 핵에 주입됨. 증폭하지 않은 경우보다 위력이 두 배.                                                                                 |

1. ↑  미국, 프랑스, 영국은 실험 이벤트에 코드명을 붙였지만, 소련과 중국은 그렇지 않았으므로 실험 번호만 있다(일부 예외 – 소련의 평화적 폭발에는 이름이 붙었다). 이름이 고유 명사가 아닌 한 괄호 안의 단어는 영어로 번역되었다. 하이픈 다음에 숫자가 오는 것은 일제 사격 이벤트의 구성원임을 나타낸다. 미국은 때때로 그러한 일제 사격 실험의 개별 폭발에도 이름을 붙여 "이름1 – 1(이름2 포함)"과 같이 된다. 실험이 취소되거나 중단된 경우, 날짜 및 위치와 같은 행 데이터는 알려진 경우 의도된 계획을 공개한다.
2. ↑  UT 시간을 표준 현지 시간으로 변환하려면 괄호 안의 시간을 UT 시간에 더하고, 현지 서머타임의 경우 1시간을 추가한다. 결과가 00:00보다 이르면 24시간을 더하고 날짜에서 1을 뺀다. 24:00 이상이면 24시간을 빼고 날짜에 1을 더한다. 과거 시간대 데이터는 IANA 시간대 데이터베이스에서 얻었다.
3. ↑  대략적인 지명과 위도/경도 참조; 로켓 운반 실험의 경우, 알려진 경우 폭발 위치 이전에 발사 위치가 지정된다. 일부 위치는 매우 정확하고, 다른 위치(예: 공중 투하 및 우주 폭발)는 상당히 부정확할 수 있다. "~"는 해당 지역의 다른 실험과 공유되는 대략적인 형식적인 위치를 나타낸다.
4. ↑  표고는 해수면을 기준으로 폭발 지점 바로 아래의 지표면 높이이다. 높이는 탑, 풍선, 수직갱, 터널, 공중 투하 또는 기타 장치에 의해 추가되거나 제거된 추가 거리이다. 로켓 폭발의 경우 지표면은 "N/A"이다. 경우에 따라 높이가 절대적인지 지상에 상대적인지 명확하지 않을 수 있다(예: 플럼밥/존). 숫자나 단위가 없으면 값이 알 수 없음을 의미하며, "0"은 0을 의미한다. 이 열의 정렬은 표고와 높이를 합산하여 이루어진다.
5. ↑  대기, 공중 투하, 풍선, 포, 순항 미사일, 로켓, 지표면, 탑, 바지선은 모두 부분적 핵실험 금지 조약에 의해 금지된다. 밀폐된 수직갱과 터널은 지하에 있으며 PTBT 하에서도 유용했다. 의도적인 분화구 형성 실험은 경계선에 있으며, 조약 하에서도 발생했지만 때로는 항의를 받았고, 실험이 평화적 용도로 선언된 경우 일반적으로 묵과되었다.
6. ↑  무기 개발, 무기 효과, 안전 실험, 운송 안전 실험, 전쟁, 과학, 공동 검증 및 산업/평화적 사용을 포함하며, 이는 더 세분화될 수 있다.
7. ↑  알려진 경우 실험 항목에 대한 명칭, "?"는 선행 값에 대한 불확실성을 나타내며, 특정 장치에 대한 별명은 따옴표 안에 있다. 이 정보 범주는 공식적으로 공개되지 않는 경우가 많다.
8. ↑  추정된 에너지 위력은 톤, 킬로톤, 메가톤으로 표시된다. 1톤의 TNT 환산량은 4.184 기가줄(1 기가칼로리)로 정의된다.
9. ↑  알려진 경우 즉각적인 중성자를 제외한 대기 중으로의 방사성 배출. 언급된 경우 측정된 종은 요오드-131 뿐이며, 그렇지 않으면 모든 종이다. 항목이 없으면 알 수 없음을 의미하며, 지하인 경우 아마도 없을 것이고, 그렇지 않으면 "모든" 종이며, 알려진 경우 현장 또는 현장 외부에서 측정되었는지 여부 및 방출된 방사능의 측정량을 나타낸다.

## 같이 보기
- 트리니티와 그 너머
- 핵실험 영화: 그린하우스 작전 (1951)